# كوند (دشتابي الغربي)
کوند (بالفارسية: کوند) هي مستوطنة تقع في إيران في قسم دشتابي الغربي الريفي. يقدر عدد سكانها بـ 98 نسمة .